# Bescós
Bescós (en aragonés Bescós de Sarrablo), también conocido como  Bescós de Guarga o Bescós de Serrablo, es una localidad despoblada española perteneciente al municipio de Sabiñánigo, en la comarca del Alto Gállego, provincia de Huesca, Aragón. Se ubica en el valle de Guarguera.

## Historia
Forma parte de la comarca tradicional de Serrablo.

## Demografía

### Localidad
Datos demográficos de la localidad de Bescós desde 1900:
| --              | -- | 18 | 17 | 11 | -- | -- | -- | -- |
| (Fuente: IAEST) |    |    |    |    |    |    |    |    |

- Aparece en el Nomenclátor con el nombre de Bescós.
- No figura en el Noménclator desde el año 1950.
- Datos referidos a la población de derecho.

### Antiguo municipio
Datos demográficos del municipio de Bescós de Sarrablo desde 1842:
| 37            | -- | -- | -- | -- | -- | -- | -- | -- |
| (Fuente: INE) |    |    |    |    |    |    |    |    |

- Entre el censo de 1857 y el anterior, este municipio desaparece porque se integra en el municipio de Secorún.
- Datos referidos a la población de derecho, excepto en los censos de 1857 y 1860 que se refieren a la población de hecho.